# Leandro Augusto
Leandro Augusto (* 18. August 1977 in Cascavel) ist ein eingebürgerter mexikanischer Fußballspieler mit brasilianischen und polnischen Wurzeln, dessen Stammposition sich im Mittelfeld befindet.

## Karriere

### Verein
Nach verschiedenen Stationen in seinem Heimatland Brasilien, wo er zwischen 1995 und 2000 bei Criciúma EC, SC Internacional, Botafogo FR und Santa Cruz FC unter Vertrag stand, kam Leandro im Sommer 2000 nach Mexiko.
Dort spielte er zunächst eine Saison (2000/01) für den Club León, bevor er die folgenden zehn Jahre (2001 bis 2011) beim Universitätsverein Club Universidad Nacional unter Vertrag stand.
Mit ihm wurde er insgesamt viermal mexikanischer Meister: in der Clausura 2004, der Apertura 2004, der Clausura 2009 und der Clausura 2011.
Seit der Saison 2011/12 spielt er für den seinerzeitigen Erstligaaufsteiger Club Tijuana Xoloitzcuintles de Caliente, mit dem er in der Apertura 2012 seinen insgesamt fünften mexikanischen Meistertitel gewann.

### Nationalmannschaft
In den Jahren 2008 und 2009 bestritt der eingebürgerte Mexikaner sechs Länderspieleinsätze, bei denen er ein Tor erzielte. Sein Debüt im Dress der mexikanischen Nationalmannschaft feierte er am 20. August 2008 in einem WM-Qualifikationsspiel gegen Honduras, das mit 2:1 gewonnen wurde. Sein letztes Länderspiel am 1. April 2009 fand ebenfalls im Rahmen der WM-Qualifikation und gegen denselben Gegner statt, wurde diesmal allerdings mit 1:3 verloren. Sein einziges Länderspieltor erzielte er in einem am 11. März 2009 ausgetragenen Testspiel gegen Bolivien, das 5:1 gewonnen wurde.

## Erfolge
- Mexikanischer Meister: Cla 2004, Ape 2004, Cla 2009, Cla 2011, Ape 2012
- Campeón de Campeones: 2004
- Trofeo Santiago Bernabéu: 2004